# عكرمة بن عمار
عكرمة بن عمار أبو عمار اليمامي العجلي، تابعي، وأحد رواة الحديث النبوي.

## سيرته
هو عكرمة بن عمار بن عقبة بن حبيب بن شهاب بن ذياب بن الحارث بن خمصانة بن الأسعد بن جذيمة بن سعد بن عجل، وكنيته أبو عمار العجلي، البصري الأصل، سكن اليمامة، قال عنه الذهبي: «من حملة الحجة وأوعية الصدق»، لقي صحابيًا واحدًا وهو الهرماس بن زياد، فعداده إذا في صغار التابعين، لما قدم البصرة اجتمع له الناس ليسمعوه منه الحديث، فقال: «ألا أراني فقيها وأنا لا أشعر»، استشهد به محمد بن إسماعيل البخاري، ولم يحتج به، واحتج به مسلم بن الحجاج يسيرًا، وأكثر له من الشواهد، يقال أنه كان مستجاب الدعوة، وكان يجادل ويخاصم القدرية، ويقول: «أحرج على رجل يرى القدر إلا قام فخرج عني، فإني لا أحدثه»، مات في رجب سنة 159 هـ.

## روايته للحديث النبوي

### روى عن
إسحاق بن عبد الله بن أبي طلحة، وإياس بن سلمة بن الأكوع، والحضرمي بن لاحق، وسالم بن عبد الله بن عمر بن الخطاب، وأبي زميل سماك بن الوليد الحنفي، وشداد أبي عمار، وصالح بن أبي الأخضر، وضمضم بن جوس الهفاني، وطارق بن عبد الرحمن القرشي، وطاووس بن كيسان، وطيسلة بن علي البهدلي، وعاصم بن شميخ الغيلاني، وعبد الله بن عبيد بن عمير، وعبد رب بن موسى، وعطاء بن أبي رباح، وأبي النجاشي عطاء بن صهيب، وعلقمة بن بجالة بن الزبرقان، وعمرو بن جابر الحضرمي، وعمرو بن سعد الفدكي، والقاسم بن محمد بن أبي بكر، ومحمد بن عبد الله الدؤلي، ومكحول الشامي، ونافع مولى ابن عمر، والهرماس بن زياد، وهشام بن حسان، ويحيى بن أبي كثير، ويزيد بن أبان الرقاشي، ويزيد بن نعيم بن هزال الأسلمي، وأبي الغادية اليمامي، وأبي كثير السحيمي.

### روى عنه
أحمد بن إسحاق الحضرمي، وأبو عبيدة إسماعيل بن سنان العصفري، وبشر بن عمر الزهراني، وأبو العلاء الحسن بن سوار، الحسين بن الوليد النيسابوري، وروح بن عبادة، وزيد بن الحباب العكلي، وسعيد بن أبي عروبة، وسفيان الثوري، وسلم بن إبراهيم الوراق، وسليم بن أخضر، وشاذ بن فياض، وشعبة بن الحجاج، وشعيب بن حرب، وأبو عاصم الضحاك بن مخلد، وعاصم بن علي بن عاصم الواسطي، وعبادة بن عمر اليمامي، وعبد الله بن بكار، وعبد الله بن رجاء الغداني، وعبد الله بن زياد السحيمي اليمامي، وعبد الله بن المبارك، وعبد الرحمن بن غزوان قراد أبو نوح، وعبد الرحمن بن مهدي، وعبد الرزاق بن همام، وعبد الصمد بن عبد الوارث، وعفيف بن سالم الموصلي، وعلي بن ثابت الجزري، وعلي بن حفص المدائني، وعلى بن زياد اليمامي، وقيل: إن الصواب عبد الله بن زياد، وعمر بن يونس اليمامي، وعمرو بن مرزوق، وعنبسة بن عبد الواحد القرشي، ومحمد بن مصعب القرقساني، ومصعب بن المقدام، ومعاذ بن معاذ العنبري، ومعاوية بن سلام، وأبو حذيفة موسى بن مسعود النهدي، ومؤمل بن النضر، والنضر بن محمد الجرشي، وأبو النضر هاشم بن القاسم، ووكيع بن الجراح، ويحيى بن زكريا بن أبي زائدة، ويحيى بن سعيد القطان، ويزيد بن عبد الله اليمامي، وأبو سعيد مولى بني هاشم، وأبو عامر العقدي، وأبو علي الحنفي، وأبو الوليد الطيالسي.

### الجرح والتعديل
قال أحمد بن حنبل: «مضطرب الحديث عن يحيى بن أبي كثير»، قال علي بن المديني: «أحاديث عكرمة بن عمار عن يحيى بن أبي كثير ليست بذاك، مناكير كان يحيى بن سعيد يضعفهما.»، وقال العجلي: «ثقة، يروي عنه النضر بن محمد ألف حديث»، وقال يحيى بن معين: «ثقة، كان أميًا وكان حافظًا»، وقال البخاري: «مضطرب في حديث يحيى بن أبي كثير ولم يكن عنده كتاب.»، وقال ابن خراش: «كان صدوقا، وفي حديثه نكرة»، وقال الدارقطني: «ثقة»، وقال ابن عدي: «مستقيم الحديث إذا روى عنه ثقة»، استشهد به البخاري في «الصحيح»، وروى له في كتاب «رفع اليدين في الصلاة»، وغيره، وروى له الباقون.